# José Santiago Gallego Díaz
José Santiago Gallego Díaz (Úbeda, 1843-Úbeda, 1917) fue un abogado y político progresista español, diputado a Cortes durante el Sexenio Democrático y más adelante senador.

## Biografía
Nacido el 2 de julio de 1843 en Úbeda, era hijo de Rafael y Purificación, naturales de la misma ciudad. Gallego, que perdió a su madre a los siete años de edad, cursó las primeras letras y latín en su ciudad natal. Su padre falleció cuando él tenía doce años, lo que le condujo a ser tutelado por sus abuelos maternos, Diego Díaz de Ortego y Catalina Tamayo, propietarios ubetenses.
Marchó al Instituto de Jaén como colegial interno, y allí estudió filosofía, obteniendo en 1859 el grado de bachiller en artes. Ese año partió a Granada, en cuya universidad se matriculó para el primer año de la carrera de Derecho, si bien solo estudió allí dos años. En 1861 se mudó a Madrid, donde estudió la hacienda pública española, con Segismundo Moret. Vuelto a Granada en 1862, recibió el grado de bachiller en derecho civil y canónico. Regresó después a la Universidad Central, donde el 16 de junio de 1864 se licenció en derecho administrativo y en 1864 se investía como abogado. Durante su último año de carrera tuvieron lugar los acontecimientos de la noche de San Daniel, que le impulsaron a manifestarse en contra del marqués de Zafra.
Gallego, que desempeñó el oficio de abogado, colaboró en la redacción de La Publicidad, además de en El Faro de la Loma. Apoyó la revolución de 1868 y fue elegido diputado en la circunscripción jienense de Baeza con 14 234 votos, cuando apenas contaba veinticinco años. Adscrito a los progresistas independientes en las Cortes constituyentes de 1869, quienes defendían ideas como la abolición de la pena de muerte y la esclavitud, la creación de una sola cámara o la necesidad de la Milicia voluntaria, entre otras. Más adelante desempeñó el cargo de consejero de Instrucción Pública, además de ser miembro correspondiente de la Real Academia de la Historia.
Gallego, que era senador vitalicio desde 1898, falleció en febrero de 1917 en su localidad natal.